# شهرستان البروسسکی
شهرستان البروسسکی (به لاتین: Elbrussky District) یک شهرستان در روسیه است که در کاباردینو-بالکاریا واقع شده‌است.